# Poľany
Poľany este o comună slovacă, aflată în districtul Trebišov din regiunea Košice. Localitatea se află la altitudinea de 100 m deasupra n.m., se întinde pe o suprafață de 18,51 km2 și în 2017 număra 520 de locuitori.

## Istoric
Localitatea Poľany este atestată documentar din 1214.

## Demografie
| An:                | 1994 | 2004 | 2014   | 2024    |
| ------------------ | ---- | ---- | ------ | ------- |
| Număr de persoane: | 460  | 529  | 557    | 479     |
| Diferență:         |      | +15% | +5,29% | −14,00% |

| An:                | 2023 | 2024   |
| ------------------ | ---- | ------ |
| Număr de persoane: | 482  | 479    |
| Diferență:         |      | −0,62% |